# 厄恩斯特方程
在数学中，厄恩斯特方程是一个可积的非线性偏微分方程，它以美国物理学家 弗雷德里克·J·厄恩斯特的名字命名。

## 厄恩斯特方程
公式如下：
{\displaystyle \displaystyle \Re (u)(u_{rr}+u_{r}/r+u_{zz})=(u_{r})^{2}+(u_{z})^{2}.}
关于它的Lax对和其他特性，参见， 及其参考文献。 

## 应用
厄恩斯特方程被用来产生广义相对论中爱因斯坦场方程式的精确解。